# مقاطعة نورتون (كانساس)
مقاطعة نورتون (بالإنجليزية: Norton County)‏ هي إحدى المقاطعات في ولاية كانساس، الولايات المتحدة الأمريكية. أكبر مدينة في المقاطعة هي نورتون. تأسست المقاطعة في عام 1867م وسميت على اسم أورلوف نورتون.